# Joan Geelvinck
Joan Geelvinck, né le 7 août 1737 à Amsterdam et mort dans cette ville le 2 juillet 1802, est un homme politique néerlandais.

## Biographie
Seigneur de Castricum, Bakkum et Croonenburg, Joan Geelvinck est issu d'une famille de bourgmestres régents d'Amsterdam. La famille Geelvinck a donné plusieurs bourgmestres à Amsterdam, dont son père, Nicolaes Geelvinck, et son grand-père, Lieve Geelvinck. Son frère Nicolaas Geelvinck est représentant du stathouder dans la compagnie néerlandaise des Indes occidentales à partir de 1780.
Après son doctorat en droit, Joan Geelvinck intègre le vroedschap d'Amsterdam en 1759. Il en devient échevin en 1765 et est envoyé comme ambassadeur à Bruxelles entre 1768 et 1773. L'année suivante, il est nommé bailli de l'Amstelland, Waveren, Botshol et Ruige Wilnis, ainsi que responsable des digues de l'Amstelland. 
Pendant la Révolution batave, il est favorable aux patriotes et est élu maire d'Amsterdam le 7 juillet 1787. Face à la répression prussienne et la restauration du stathouder Guillaume V d'Orange, Geelvinck quitte les Provinces-Unies le 27 novembre 1787 et s'exile à Bruxelles, où il accueille un temps quelques patriotes, dont Jan Bernd Bicker, avant de s'installer à Paris en 1790 où il habite dans la même rue que Necker et Mirabeau. Il y fréquente le club des Feuillants.
Après la proclamation de la République batave en 1795, il rentre à Amsterdam et devient membre de l'assemblée provisoire de Hollande. Le 25 avril 1796, il est élu député d'Amsterdam à l'assemblée nationale batave en remplacement de Johan Pieter Farret, nommé au comité constitutionnel. Il siège ensuite au sein de l'administration départementale de Hollande.